# Salvia hierosolymitana
Salvia hierosolymitana es una especie de planta herbácea perennifolia perteneciente a la familia de las lamiáceas. Es originaria del este del Mediterráneo, con poblaciones en Chipre, Israel, Jordania, Líbano, Siria, y Palestina. Por lo general crece en campos abiertos, suelos rocosos, y entre los arbustos nativos de crecimiento bajo. 

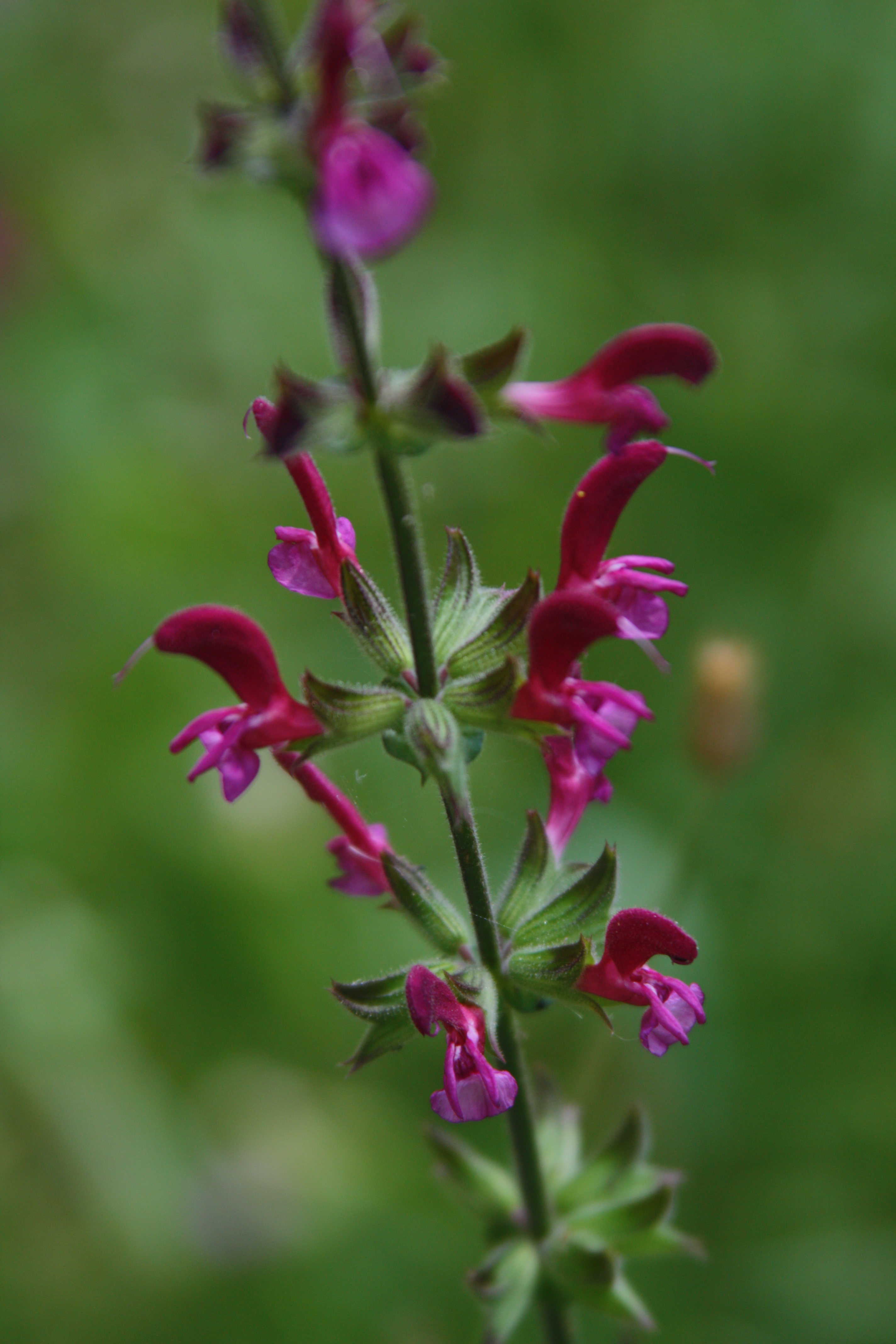
Inflorescencia

## Descripción
Forma un montículo de hojas basales, que se propaga hasta alcanzar los 2 metros, y un poco menos de altura. Los hojas intermedias son ovaladas, verdes y  perennes, ligeramente cubiertas de pelos, y con un margen festoneado, con  8-10 vetas prominente por debajo. Las flores en una o más pequeñas inflorescencias son de un color rojo vino, que crecen en verticilos muy separados entre sí, con 2-6 flores por verticilo. El labio inferior es de color blanco, con manchas de color rojo vino. Los cálices son verde claro con venas rojas y brácteas ribeteadas en rojo. El vástago cuadrado de las inflorescencias es rojo. A diferencia de muchas especies de salvias, no tiene olor cuando las hojas se trituran, y no tiene ningún uso conocido como planta medicinal.

## Taxonomía
Salvia hierosolymitana fue descrita por  Pierre Edmond Boissier y publicado en Diagn. Pl. Orient. 12: 61 1853.
Etimología
Ver: Salvia
hierosolymitana: epíteto geográfico que alude a su localización en Jerusalén (anotado como "royal, sacred Jerusalem").
Sinonimia
- Salvia hierosolymitana f. chlorocalycina Bornm.
- Salvia hierosolymitana var. chlorocalycina (Bornm.) Feinbrun[5][6]